# Ратгауз, Даниил Максимович
Даниил Максимович Ратгауз (25 января [6 февраля] 1868, Харьков — 6 июня 1937, Прага) — русский поэт, автор слов нескольких известных романсов.

## Биография
Отец — Макс Абрамович Ратгаус, потомственный почётный гражданин, банкир. Д. М. Ратгауз учился в гимназии в Киеве, окончил юридический факультет Университета Св. Владимира в Киеве (1895), служил присяжным поверенным.
Покровителем поэтических опытов юного Ратгауза стал Вас. И. Немирович-Данченко. После того, как 24-летний студент послал в августе 1892 свои стихи П. И. Чайковскому, композитор за последний год жизни создал 6 романсов на слова Ратгауза (opus 73: «Мы сидели с тобой у заснувшей реки», «В эту лунную ночь», «Снова, как прежде, один» и др.) и ободрил их автора письмами с признанием «истинного таланта». В 1893 году Ратгауз издал в Киеве первый сборник стихов. В 1902 году в личном письме к Ратгаузу о любви к его романсам писал А. П. Чехов. После Чайковского романсы на слова Ратгауза писали также Ц. А. Кюи, С. В. Рахманинов, Р. М. Глиэр и другие.
В дальнейшем Ратгауз очень много писал и печатался, всячески заботясь о признании (написал сам о себе статью для Критико-биографического словаря С. А. Венгерова и послал её ему, посылал стихи композиторам и составителям антологий и т. п.). В 1896—1917 Ратгауз выпустил несколько книг стихов (в том числе трёхтомное роскошное «Полное собрание стихотворений»): они вызвали, однако, почти единодушно отрицательные рецензии критиков различных направлений. Валерий Брюсов назвал Ратгауза «поэтом банальностей»: у него «собраны примеры и образцы всех избитых, трафаретных выражений, всех истасканных эпитетов, всех пошлых сентенций». Рецензенты отмечали подражательность его стихов (заимствования как у поэтов старшего поколения — А. К. Толстого, Фета, Полонского, — так и авторов, популярных в 1880—1890-е гг.: Апухтина, Надсона, Минского, Лохвицкой). В одно время была запущена легенда о том, что сам Л. Н. Толстой больше всего из современных поэтов ценит именно Ратгауза и противопоставляет его «декадентам». На это автор «Войны и мира» даже собирался писать опровержение. «Никогда никакого мнения не заявлял о стихотворениях Ратгауза» – писал Лев Толстой.
Практически все стихи Ратгауза проникнуты последовательным пессимизмом (название одного из сборников: «Песни любви и печали»), на навязчивость соответствующих настроений он жаловался в письмах Чехову. По свидетельству дочери, страдал расстройством нервной системы. В 1910—1918 жил в Москве, затем снова в Киеве, откуда в 1921 выехал в Берлин, а через два года в Прагу. Выпустил за границей ещё два сборника в прежнем духе: «Мои песни» (Берлин, 1922)и «О жизни и смерти» (Прага, 1927). В Праге заболел тяжёлой формой гипертонии, последние годы был парализован, хотя продолжал писать. Похоронен на Ольшанском кладбище в Праге.
Дочь Ратгауза Татьяна (1909—1993) — поэтесса, деятельница пражского объединения «Скит», актриса, с 1935 в Риге, после 1940 осталась в советской Латвии, работала переводчицей, написала воспоминания.